# Scopula ambiguiceps
Scopula ambiguiceps är en fjärilsart som beskrevs av Louis Beethoven Prout 1938. Scopula ambiguiceps ingår i släktet Scopula och familjen mätare. Inga underarter finns listade.